# NGC 5727
NGC 5727 est une galaxie spirale intermédiaire (magellanique ?) située dans la constellation du Bouvier. Sa vitesse par rapport au fond diffus cosmologique est de 1 658 ± 12 km/s, ce qui correspond à une distance de Hubble de 24,5 ± 1,7 Mpc (∼79,9 millions d'al). NGC 5727 a été découverte par l'astronome français Édouard Stephan en 1855.
La classe de luminosité de NGC 5727 est IV-V et elle présente une large raie HI. C'est aussi une galaxie du champ, c'est-à-dire qu'elle n'appartient pas à un amas ou un groupe et qu'elle est donc gravitationnellement isolée.
En raison d'une brillance de surface égale à 14,70 mag/am2, on peut qualifier NGC 5727 de galaxie à faible brillance de surface (LSB en anglais pour low surface brightness). Les galaxies LSB sont des galaxies diffuses (D) avec une brillance de surface inférieure de moins d'une magnitude à celle du ciel nocturne ambiant.
À ce jour, trois mesures non basées sur le décalage vers le rouge (redshift) donnent une distance de 31,200 ± 10,437 Mpc (∼102 millions d'al), ce qui est à l'intérieur des valeurs de la distance de Hubble. Notons cependant que c'est avec la valeur moyenne des mesures indépendantes, lorsqu'elles existent, que la base de données NASA/IPAC calcule le diamètre d'une galaxie et qu'en conséquence le diamètre de NGC 5727 pourrait être d'environ 16,4 kpc (∼53 500 al) si on utilisait la distance de Hubble pour le calculer.